# Pappardelle

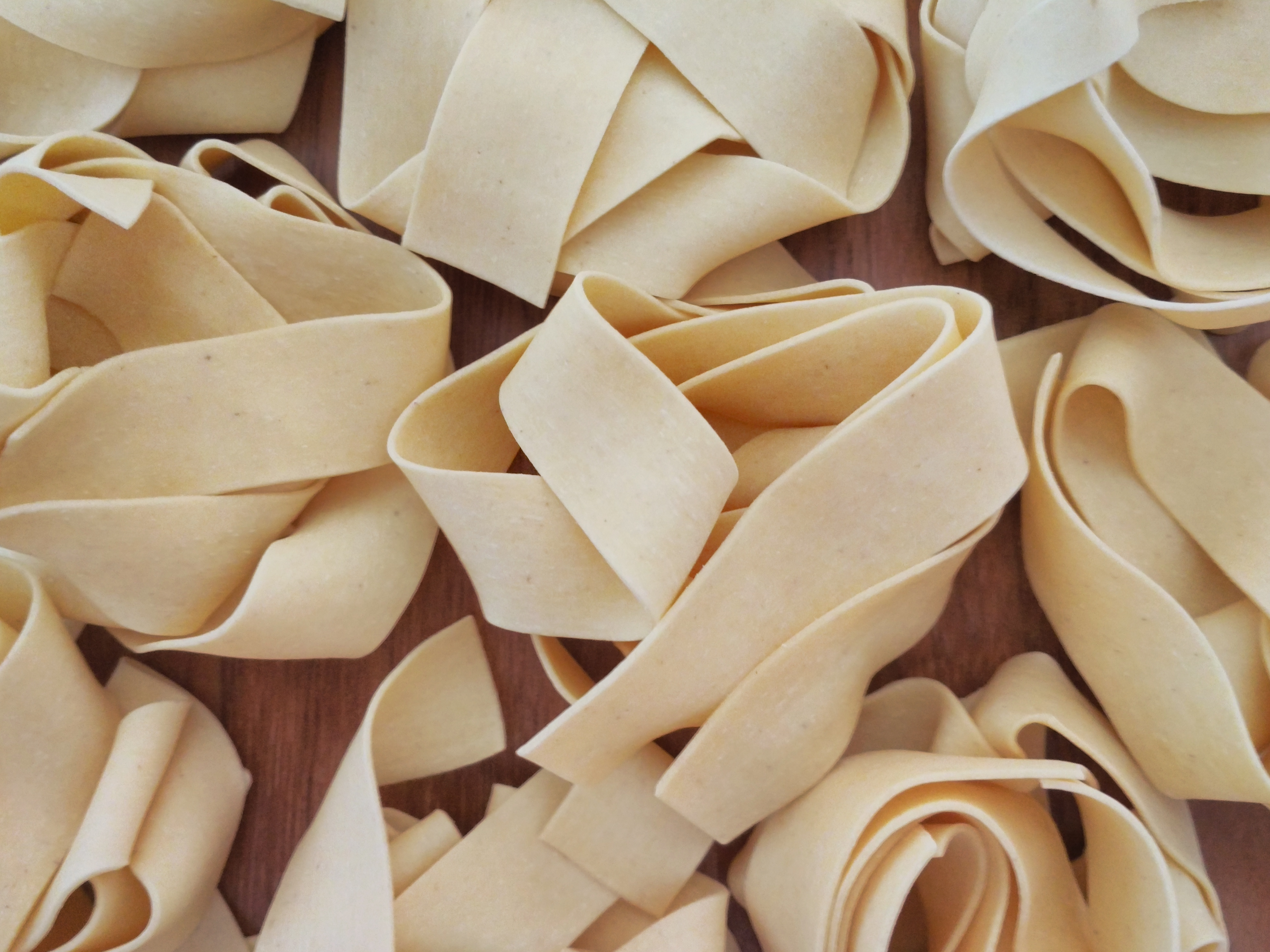
Pappardelle

Pappardelle, singular "pappardella" (italià), és un tipus de pasta originari de la Toscana. És del tipus de les pastes allargades, amb forma de banda plana de 2-3 cm d'ample, elaborada amb ou i farina. Es venen seques (en italià: asciutti) o fresques. Igual que les tagliatelle i les fettuccine, es solen comercialitzar en "nius" (nidi o matasse). El nom és un derivat dialectal toscà del verb italià "pappare" (papar, endrapar). Tradicionalment s'utilitzen amb condiments o salses de gust consistent, a base de caça o bolets. Entre els plats tradicionals figuren les pappardelle sulla lepre (amb llebre), les pappardelle sul cinghiale (amb senglar) o les pappardelle ai funghi porcini (amb ceps).